# Prophetstown (Illinois)
Prophetstown je grad u američkoj saveznoj državi Ilinois. Prema popisu stanovništva iz 2010. u njemu je živjelo 2.080 stanovnika.